# Cave du Temps
Cave du Temps, dont le titre original est TIME HOLLOW 奪われた過去を求めて (Ubawareta Kako o Motomete)  traduisible par : Time Hollow : à la recherche du passé volé, est un jeu vidéo de type visual novel, dans lequel le joueur contrôle le personnage principal Ethan Kairos (ou 時尾 歩郎 (Tokio Horō) en version japonaise) parti à la recherche de ses parents. Développé par Tenky, le jeu a été publié par Konami pour la Nintendo DS. Sorti le 19 mars 2008 au Japon, le 23 septembre 2008 en Amérique du Nord et le 6 février 2009 en Europe.
Scénarisé par Junko Kawano ce jeu aborde les thèmes de voyage dans le temps et des univers parallèles.

## Système de jeu
À l'aide du stylet de la console le joueur peut tracer des portails sur le passé, permettant d'assister à des flashbacks.

## Doublage
- Ethan Kairos/Horou Tokio,
- Timothy Kairos/Wataru Tokio,
- Derek Kairos/Tamotsu Tokio,
- Ashley Threet/Waori Mihara.

## Accueil
Time Hollow a reçu des critiques mitigées pour Metacritic alors que GameSpot salue l'originalité du concept mais regrette la jouabilité simpliste et linéaire.
Le critique Sam Derboo souligne que si Cave du Temps a des thèmes communs avec le précédent jeu de Junko Kawano, qui avait écrit et réalisé Shadow of Memories, la jouabilité est totalement différente et critique le scénario similaire à celui d'un "anime plein de clichés" ou à celui de "l'Effet Papillon : vos actions n'ont pas les conséquences attendues et donc vous êtes obligés de corriger encore et encore".